# عثمان احمدی
عثمان احمدی نمایندهٔ دورهٔ نهم مجلس شورای اسلامی و عضو کمیسیون اقتصادی مجلس شورای اسلامی از حوزهٔ انتخابیهٔ مهاباد در استان آذربایجان غربی بود.وی به منظور تکیه بر کرسی نمایندگی مردم مهاباد در مجالس دهم و یازدهم نیز شانس خود را آزمود ولی به ترتیب با کسب ۴۳۶۱ ، ۵۴۰۴ رأی از ورود به بهارستان بازماند. 
وی در دوازدهمین انتخابات مجلس شورای اسلامی نیز شرکت جست و با کسب ۳۲۱۷ رأی توفیقی حاصل نکرد و به کار خود پایان داد. لازم به ذکر است تعداد آرای باطله این حوزه در انتخابات دوازدهم ۵۰۴۹ رأی بود. 